# 1586
Відродження •  Реформація •  Доба великих географічних відкриттів •  Ганза •  Річ Посполита •  Нідерландська революція •  Релігійні війни у Франції

## Геополітична ситуація
Османську державу очолює Мурад III (до 1595). Імператором Священної Римської імперії є Рудольф II (до 1612). У Франції королює Генріх III Валуа (до 1589).
Королем Іспанії, Португалії, частини Італії та півдня Нідерландів є Філіп II Розсудливий (до 1598). Північні провінції Нідерландів оголосили незалежність. Північна Італія, за винятком Венеціанської республіки належить Священній Римській імперії.
Королевою Англії є Єлизавета I (до 1603). Король Данії та Норвегії — Фредерік II (до 1588). Король Швеції — Юхан III (до 1592). Королем Богемії та Угорщини є імператор Рудольф II (до 1608).
Королями Речі Посполитої, якій належать українські землі, є Стефан Баторій та Анна Ягеллонка.
У Московії править Федір I Іванович (до 1598). Існують Кримське ханство, Ногайська орда. Єгиптом володіють турки. Шахом Ірану є сефевід Мухаммад Худабенде.
У Китаї править династія Мін. Значними державами Індостану є Імперія Великих Моголів, Біджапурський султанат, Віджаянагара. В Японії триває період Адзуті-Момояма.
Триває підкорення Америки європейцями. На завойованих землях існують віцекоролівства Нова Іспанія та Нова Кастилія. Португальці освоюють Бразилію.

## Події

### В Україні
- Заснування при Львівському братстві школи і друкарні
- Львівське братство отримало право ставропігії
- Полковник Карпо Перебийніс з 3000 козаків на чайках бере кримські міста Козлов, Судак, «шарпає» Кафу, бій-«гардіяш» під Керчю з турецьким галерним флотом. Вночі чайки повернулися, розбили турків, відбили полонених татарами. Дорогою назад відбили полоненого писаря Івана Богуславця та одружили його з донькою татарського хана[1].

### У світі
- Московити заснували в Сибіру місто Тюмень. Засновано також міста Самара й Воронеж.
- Зі смертю Микити Романова владу в Московії при слабкому царі Федорі Івановичу зосередив у своїх руках Борис Годунов.
- 27 липня англійський мореплавець Волтер Релі повернувся до Англії з подорожі до берегів Америки. Він уперше завіз у Британію тютюн з американської колонії.
- Шотландська королева Марія Стюарт оголосила своїм спадкоємцем іспанського короля Філіпа II. На противагу цьому англійська королева Єлизавета I та шотландський король Яків VI підписали в Бервіку дружню угоду.
- 4 серпня єзуїт Джон Баллард виказав англійській владі під тортурами план змови (змова Бабінгтона) з метою вбивства королеви Єлизавети I і сходження на престол Марії Стюарт та повернення старої віри. У вересні змовників страчено.
- Англійський мореплавець Томас Кавендіш розпочав навколосвітнє плавання.
- У Нідерландах іспанські війська здобули перемогу над повстанцями в битві під Зютфеном.
- На трон Японії зійшов імператор Ґо-Йодзей. Посаду Великого державного міністра отримав Тойотомі Хідейосі.

## Народились
Див. також: Категорія:Народились 1586

## Померли
Див. також: Категорія:Померли 1586
- 12 грудня — Стефан Баторій, польський король.